# دين ميتشيل
دين ميتشيل (بالإنجليزية: Dean Mitchell)‏ هو رسام وفنان أمريكي، ولد في 1957 في بيتسبرغ في الولايات المتحدة.